# 黃寅燁
黃寅燁（1991年1月19日—），韓國模特兒、男演員。

## 個人經歷
黃寅燁自幼喜愛演藝事業，並在父親的鼓勵下追求自己的夢想。最初作為模特兒出道，之後在服兵役期間，毅然決定轉向演戲。
他的演員生涯始於2018年11月10日，當時已經28歲的他，以網路劇《WHY: 你被戀人甩的真正理由》正式進入演藝圈，飾演大學生奇在英，其不像新人穩定的演技受到不少關注。
2019年，出演了由WhyNot Media製作的網路劇《邊緣人們的人氣王挑戰記—Fresh man》，在劇中飾演一名學長。雖然這次也出演了學生角色，但是與前作的角色不同，以厚顏無恥而又自信的魅力吸引了觀眾。同年，他又參演了KBS的歷史浪漫喜劇《朝鮮浪漫喜劇—綠豆傳》，扮演男二的護衛武士朴單鎬，以對男二角色的忠誠心和獨特魅力開始受到引起討論。
2020年出演韓劇《重回18歲》，他飾演的角色一開始是一名問題少年，但隨著故事進展，角色在後半部分開始逐漸展現出正面特質，表現出觀眾意想不到的行動，以反轉的魅力獲得了觀眾的喜愛。同年年末，主演自韓國漫畫改編的電視劇《女神降臨》，飾演韓書竣。初期為了挑釁男主角而故意接近女主角，但後來真心喜歡上她。起初選角遭到許多原作粉絲不看好，然而隨著主視覺海報公開和劇集播出後，獲得了眾多觀眾好評，並在劇中跳《Okey Dokey》的場面播出後一夕爆紅，人氣直線上升。

## 影視作品

### 劇集
| 年份 | 播出平台    | 劇名                                           | 角色         | 備註     |
| 2018 | Youtube     | 《WHY：你被戀人甩的真正理由》（網劇）          | 奇在英       | 配角     |
| 2019 | Vlive／콬TV | 《邊緣人們的人氣王挑戰記—Fresh man》（網路劇） | 徐橋元       | 配角     |
| 2019 | KBS2        | 《朝鮮浪漫喜劇—綠豆傳》                        | 朴單鎬       | 配角     |
| 2020 | JTBC        | 《重回18歲》                                   | 具子成       | 配角     |
| 2020 | tvN         | 《女神降臨》                                   | 韓書竣       | 主演     |
| 2022 | Netflix     | 《魔幻之音》                                   | 羅一等       | 主演     |
| 2022 | SBS         | 《為何是吳秀才》                               | 公燦／金東九 | 主演     |
| 2024 | JTBC        | 《重组家庭》                                   | 金山河       | 主演     |
| 2025 | TVING       | 《親愛的X》                                    | 許仁康       | 特別出演 |

## 綜藝節目
| 播放期間                    | 平台  | 節目名稱   | 備註               |
| 2022年9月9日—2022年10月21日 | TVING | 《青春MT》 | 以《魔幻之音》主演 |

## 音樂作品

### 原聲帶
| 發行日期       | 歌曲                                 | 原聲帶          |
| 2021年2月5日   | It Starts Today（오늘부터 시작인걸） | 《女神降臨》OST |
| 2022年5月6日   | I Mean It（진지해 지금）             | 《魔幻之音》OST |
| 2022年5月6日   | Fantasy                              | 《魔幻之音》OST |
| 2022年5月6日   | I Mean It（Album Ver.）              | 《魔幻之音》OST |
| 2024年11月28日 | My Beautiful Name Is You             | 《重组家庭》OST |

## 獎項
| 年份 | 頒獎典禮               | 獎項                                | 作品             | 結果 |
| 2021 | 品牌顧客忠誠度大賞2021 | 最佳新人男演員                      | 《女神降臨》     | 獲獎 |
| 2022 | SBS演技大獎            | 迷你劇類型及奇幻部門 男子優秀演技獎 | 《為何是吳秀才》 | 提名 |

## 外部連結
- 黃寅燁的X（前Twitter）
- 黃寅燁的Instagram帳戶
- 黃寅燁的官方Cafe （页面存档备份，存于）